# Givaudan
Givaudan (pronunciado /ʒivodɑ̃/) es una multinacional suiza que fabrica sabores, aromas e ingredientes cosméticos. En el 2022, era la empresa más grande del sector de los sabores y las aromas.

## Descripción general
Los aromas y sabores de esta empresa son creados para fabricantes de comida y bebidas, productos del hogar y perfumes. Sus productos suelen ser hechos a medida y vendidos mediante contratos de confidencialidad. Givaudan usa ScentTreck, una tecnología que captura la huella química del olor de las plantas.
La empresa tiene sedes en Europa, África y el Medio Oriente, América del Norte, Iberoamérica y Asia. En el 2024 Givaudan vendió 7.412 millones de CHF . Es una de las treinta empresas suizas más grandes en términos de capitalización de mercado. Givaudan es miembro de la Asociación Europea de Sabores y Aromas. Sus principales competidores son Firmenich, International Flavors and Fragrances y Symrise.

## Historia
Givaudan fue fundada como una empresa de perfumes en 1895 en Lyon (Francia) por Leon y Xavier Givaudan, aunque algunas partes de la empresa actual datan de 1796. En 1898, Givaudan se mudó a Ginebra, Suiza y construyó una fábrica en Vernier. En 1946, Givaudan abrió una escuela de perfumes, que enseñaba a un tercio de los creadores de perfumes del mundo. En 1948 la empresa adquirió Ersolko SA, que introdujo a Givaudan en la industria del sabor. En 1963, Givaudan fue adquirida por Roche y en 1964, Roche compró uno de sus principales competidores, Roure. Roure fue fundada en Grasse (Francia) en 1820. En 1937 Roure creó el primer perfume de diseño: Schocking for Schiaparelli. La sede original de Givaudan en EE. UU. fue construida en 1972, en Teaneck, Nueva Jersey, partiendo de un diseño de Der Scutt, arquitecto de la Torre Trump. Más tarde la empresa se trasladó a Hanover, Nueva Jersey.

## Givaudan-Roure
En 1991 Givaudan y Roure se fusionaron para fundar Givaudan-Roure. Además en 1991 la empresa compró Fritzsche, Dodge and Olcott. En 1997 Givaudan-Roure adquirió otra empresa de sabores, Tastemaker, con base en Cincinnati, Ohio, EE. UU.. La fusión hizo de Givaudan el mayor fabricante de sabores del mundo. En 2000 Givaudan-Roure se separó de Roche con el nombre de Givaudan y salió a la Bolsa de Suiza (Códio GIVN.VX) entrando en el SLI.

## sigloXX
En 2002 Givaudan adquirió FIS, la división de sabores  de Nestlé, por la que Nestlé recibió el 10% de las acciones en la empresa. Al año siguiente Givaudan compraría la empresa de sabores de quesos IBF. En 2004 la empresa expandió sus operaciones a China.
El 22 de noviembre de 2006, Givaudan anunció que completaría la adquisición de Quest International el primer cuatrimestre de 2007. El 21 de febrero de 2007, la UE aprobó la fusión de Givaudan  y Quest, después de que las autoridades de EE. UU. aprobasen la fusión a principios del mes. El acuerdo de fusión se firmó el dos de marzo de 2007. La adquisición convirtió a Givaudan en el lídel global de aromas finos y productos de cosumo. La adquisición de Quest incrementó en un 42% el beneficio de explotación de 2.909 millones de CHF en 2006 a 4.132 millones en 2007.
En 2013 Nestlé vendió su participación por 1.300 millones de USD. En el 2014 Givaudan alcanzó un beneficio de explotación de alrededor de 4.600 millones de USD. Ese año la empresa realizó su primera adquisición desde Quest, comprando Soliance, además de lanzar la línea de sabores TasteSolutions Richness y la Fundación Givaudan. También tiene un programa que trabaja con patchouli y otras redes de cultivo para establecer prácticas de desarrollo sostenible, llamado programa de Innovación Natural.
En 2018 adquirió la francesa Naturex, especializada en la extracción de plantas y el desarrollo de ingredientes naturales y soluciones para el sector de la alimentación, salud y belleza. La empresa adquirida empleaba a más de mil setecientas personas, operaba dieciséis centros de producción y alcanzó un beneficio de explotación de 405 millones de euros en 2017.
En 2019 la empresa completó la adquisición de la pequeña firma francesa Albert Vieille, especializada en ingredientes naturales para la perfumería y la aromaterapia y que disponía de un centro de producción en España. La empresa adquirida empleaba a más de sesenta personas y alcanzó un beneficio de explotación de 3 millones de euros en 2018.

## Givaudan y el medio ambiente
El diez de julio de 1976 ocurrió el desastre de Seveso, el desastre ecológico más grave de Italia, que liberó una nube tóxica a la atmósfera. El tribunal supremo de Italia concedió daños morales a los residentes por la ansiedad producida. Givaudan, la compañía dueña de ICMESA pagó 103,9 millones de euros en costes de limpieza e indemnización a los que sufrieron heridas físicas como resultado del accidente.
En el 2000, Givaudan colaboró con las comunidades locales en Guam, donde el cultivo de resina es utilizado como negocio de exportación. La colaboración tiene como objetivo realizar esfuerzos para la sostenibilidad en el comercio de benzoin. Estos esfuerzos incluyen la construcción de dos escuelas de secundaria en la región, para instituír instrucción formal para los niños de la región. La firma también trabaja con las comunidades locales en la preservación del bosque.